# Tim Powers

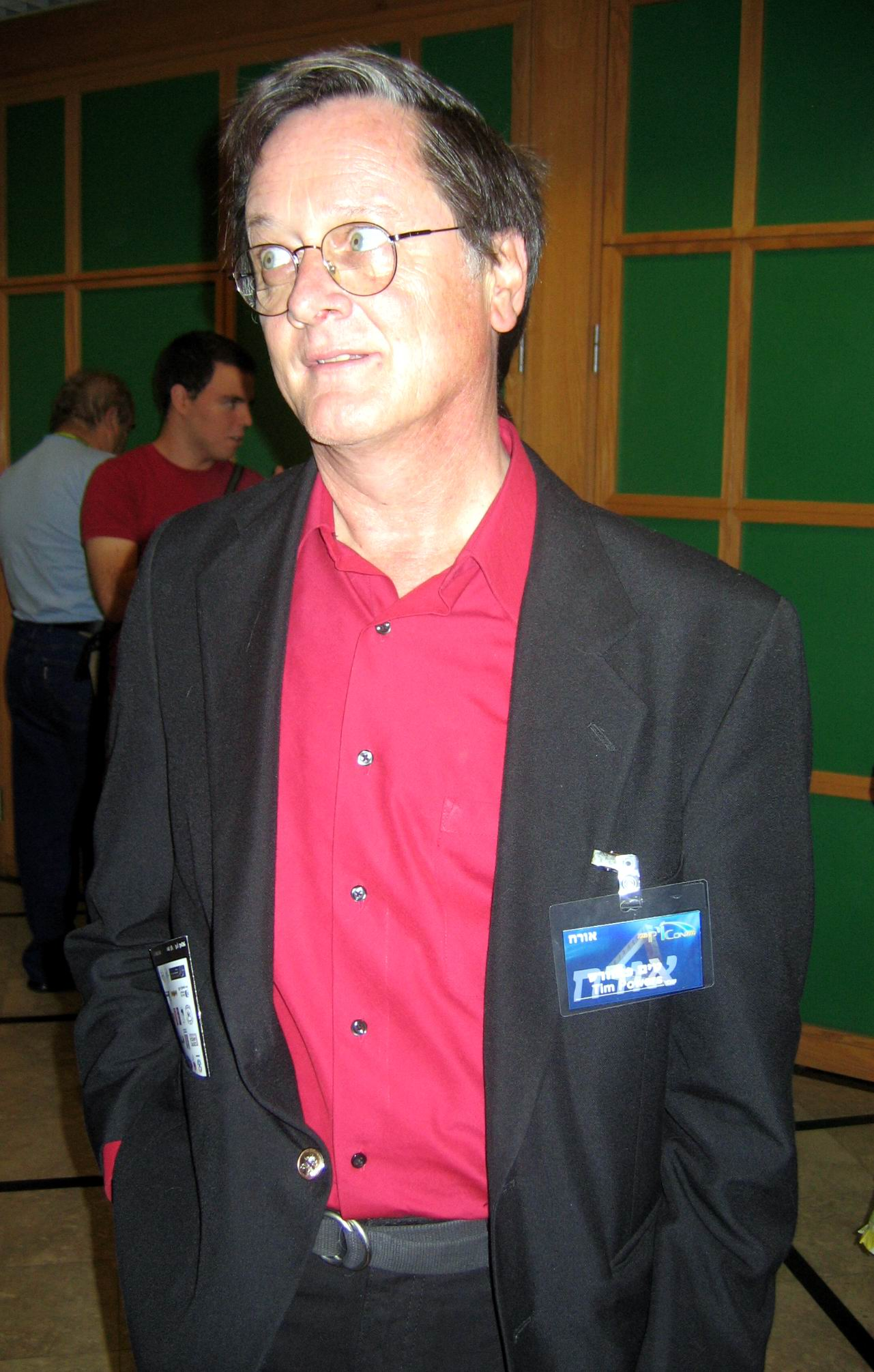
Tim Powers.

Timothy Thomas Powers (Buffalo, New York, 29 februari 1952) is een Amerikaanse sciencefiction- en fantasyschrijver.
Zijn werken kunnen gekenschetst worden als 'verborgen geschiedenissen' (secret histories) - hij gebruikt werkelijke, gedocumenteerde historische gebeurtenissen en laat ze van een andere kant zien, waarbij magie een belangrijke rol speelt in de motivaties en acties van de hoofdpersonen.
Powers groeide op in Californië, waar zijn familie in 1959 naartoe verhuisde. Hij studeerde Engelse literatuur aan California State University - Fullerton, waar hij bevriend raakte met James Blaylock en K.W. Jeter, met wie hij af en toe samen publiceert. Ook ontmoette hij in deze periode Philip K. Dick; de persoon "David" in de roman VALIS van Dick is gebaseerd op Powers.
Zijn eerste belangrijke roman was The Drawing of the Dark (1979), waarin het beleg van Wenen een machtsstrijd tussen moslim- en christelijke magiërs over het spirituele hart van het Westen blijkt te zijn. Met zijn volgende roman, The Anubis Gates, werd hij beroemd. Dit is een tijdreisverhaal spelend in 1810 met magische Egyptische goden. Hij won hiermee de Philip K. Dick Award en herhaalde dat in 1985 met Dinner at Deviant's Palace, dat ongewoon voor Powers in de toekomst speelt. In 1990 won hij met The Stress of Her Regard de Mythopoeic Award. Met Last Call won hij in 1993 de Locus Award en de World Fantasy Award. In 1998 kreeg Powers nog een Locus Award voor Earthquake Weather en in 2001 een tweede World Fantasy Award met Declare, een spionagethriller die zich tijdens de Koude Oorlog afspeelt met horrorelementen die doen denken aan H.P. Lovecraft.
Powers woont in Muscoy, Californië en geeft parttime les in zijn rol als writer in residence aan de Orange County High School of the Arts, waar zijn vriend Blaylock hoofd is van de afdeling voor creatief schrijverschap.
Zijn boek On Stranger Tides werd, in sterk gewijzigde vorm, verfilmd als Pirates Of The Caribbean 4 (2011). De aftiteling vermeldt "suggested by 'On Stranger Tides' by Tim Powers".

### Romans
- An Epitaph in Rust (1976)
- The Skies Discrowned (1976 - ook gepubliceerd als Forsake The Sky)
- The Drawing of the Dark (1979)
- The Anubis Gates (1983 - in het Nederlands verschenen als De Poorten van Anubis)
- Dinner at Deviant's Palace (1984)
- On Stranger Tides (1988)
- The Stress of Her Regard (1989)
- Fault Lines-serie
  - Last Call (1992 - in het Nederlands verschenen als De Laatste Kaart)
  - Expiration Date (1995 - in het Nederlands verschenen als Vervaldag)
  - Earthquake Weather (1997)
- Where They are Hid (1995)
- Declare (2000) (2008 - in het Nederlands verschenen als De Openbaring)
- The Devils in the Details (2003 - met James Blaylock)

### Verhalenbundels
- Night Moves and Other Stories (2001)
- Strange Itineraries (2005)

- Bibsys: 98012404
- Biblioteca Nacional de España: XX928950
- Bibliothèque nationale de France: cb120513983 (data)
- CiNii: DA08831321
- Gemeinsame Normdatei: 128678283
- International Standard Name Identifier: 0000 0001 2142 1339
- Library of Congress Control Number: n86012900
- Bibliotheek van het Japanse parlement: 00473280
- Nationale Bibliotheek van Tsjechië: xx0023576
- Nationale bibliotheek van Australië: 35603041
- Nationale Bibliotheek van Israël: 987007298604105171
- Nationale Bibliotheek van Polen: a0000001902671
- Nationale en Universitaire bibliotheek Zagreb: 000029646
- Nederlandse Thesaurus van Auteursnamen: 073626856
- Réseau des bibliothèques de Suisse occidentale: 02-A003709047
- Istituto Centrale per il Catalogo Unico: CFIV019418
- Système universitaire de documentation: 028739876
- Trove: 1011103
- Virtual International Authority File: 85448856
- WorldCat: E39PBJtGWwgG8RdQKc4rJB7T73